# Stylogaster smithiana
Stylogaster smithiana är en tvåvingeart som beskrevs av Guilherme A.M.Lopes 1971. Stylogaster smithiana ingår i släktet Stylogaster och familjen stekelflugor. Inga underarter finns listade i Catalogue of Life.